# 牛顿流体
牛顿流体（英語：Newtonian fluid）指应力与应变率成正比的流体。此比例係數為流体的黏度。

## 定义
牛顿流体特性的基本方程為：
{\displaystyle \tau =\mu {\frac {du}{dy}}}
其中
{\displaystyle \tau }是流体所受到的剪应力 [Pa]
{\displaystyle \mu }是流体的黏度 [Pa·s]
{\displaystyle {\frac {du}{dy}}}是速率在垂直剪應力方向的梯度 [s−1]
这意味着不论流体所受的力如何，流体都能继续流动，即使是水仍然不属于牛顿流体，因为只要搅拌的够快，它就会表现出非牛顿流体的性质。
对于牛顿流体来说，黏度只与温度和压强有关，与流体所受的力无关。
如果流体是不可压缩的，且黏度总是不变的，则决定剪应力的方程为：
{\displaystyle \tau _{ij}=-\mu \left({\frac {\partial u_{i}}{\partial x_{j}}}+{\frac {\partial u_{j}}{\partial x_{i}}}\right)}
随动应力张量{\displaystyle \mathbb {P} }（也可写为{\displaystyle \mathbf {\sigma } }）为：
{\displaystyle \mathbb {P} _{ij}=-p\delta _{ij}+\mu \left({\frac {\partial u_{i}}{\partial x_{j}}}+{\frac {\partial u_{j}}{\partial x_{i}}}\right)}
其中
{\displaystyle \tau _{ij}}是第j个方向上的流体元素的第i个面所受到的剪应力；
{\displaystyle u_{i}}是第i个方向上的速度；
{\displaystyle x_{j}}是第j个方向坐标。
如果流体不服从这个关系，则称为非牛顿流体。